# Лісівщина (Коростенський район)
Лісі́вщина — село в Україні, у Коростенському районі Житомирської області. Населення становить 758 осіб.

## Географія

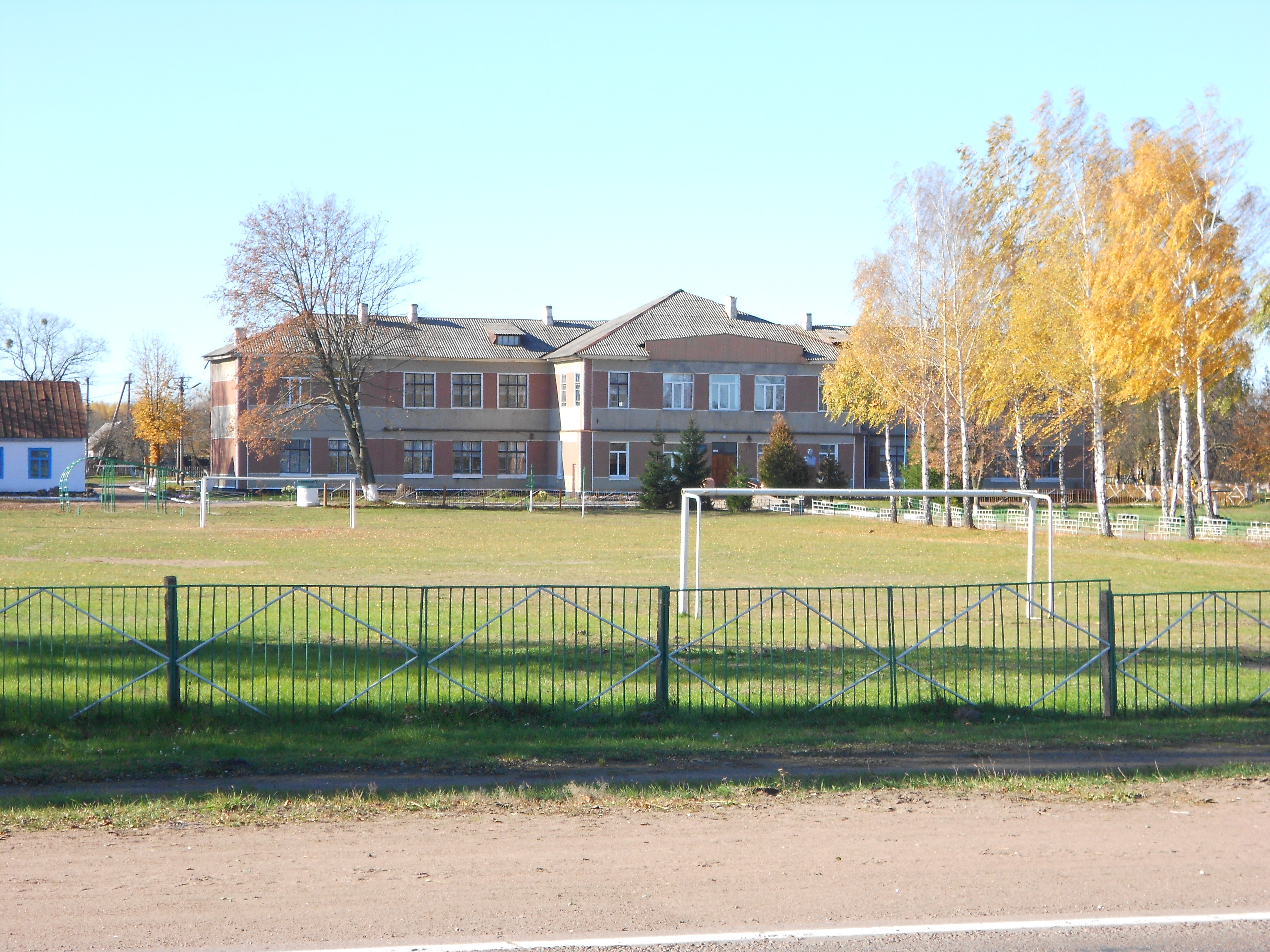
Школа в Лісівщині

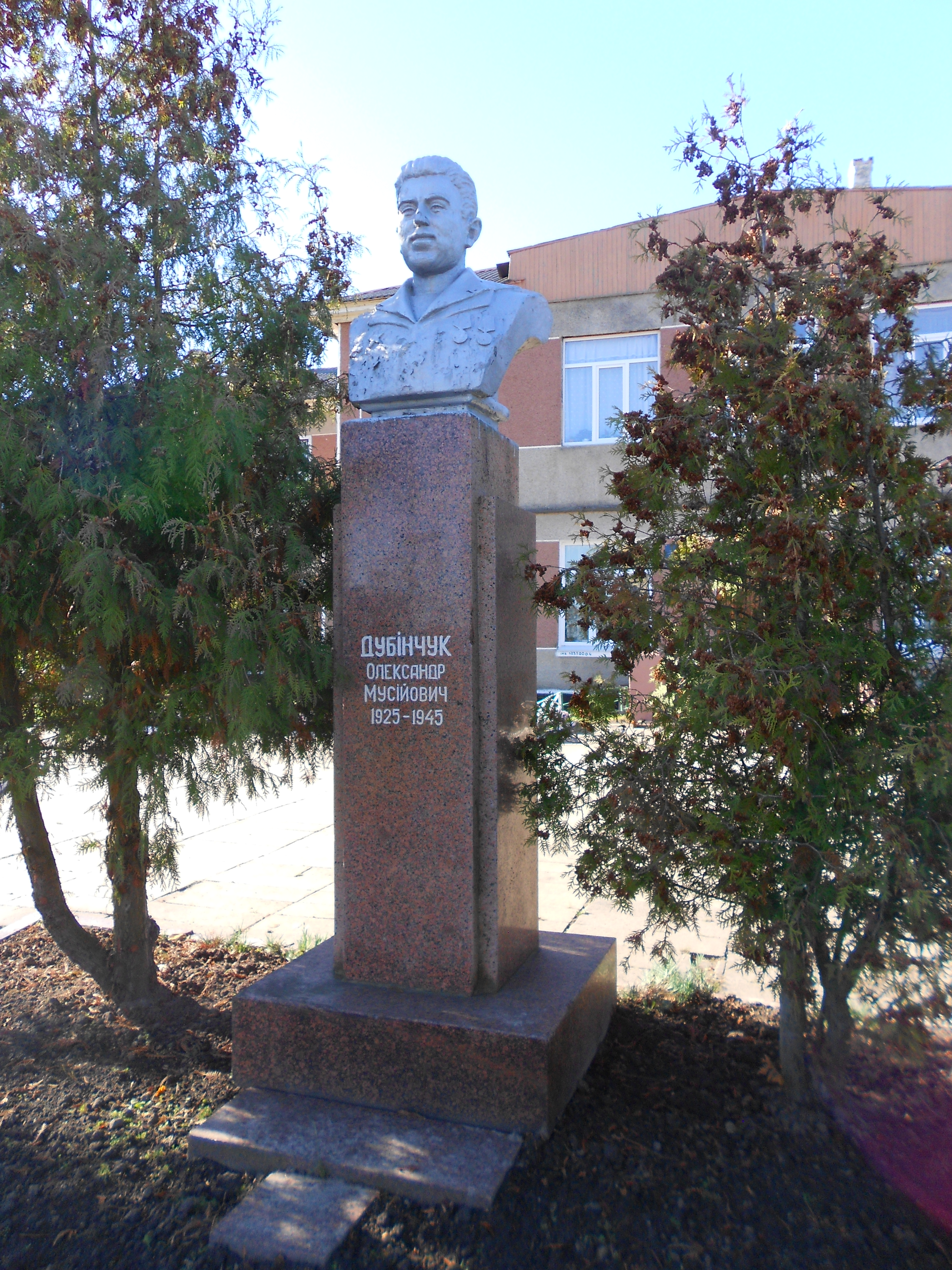
Пам'ятник О. М. Дубінчуку на подвір'ї школи

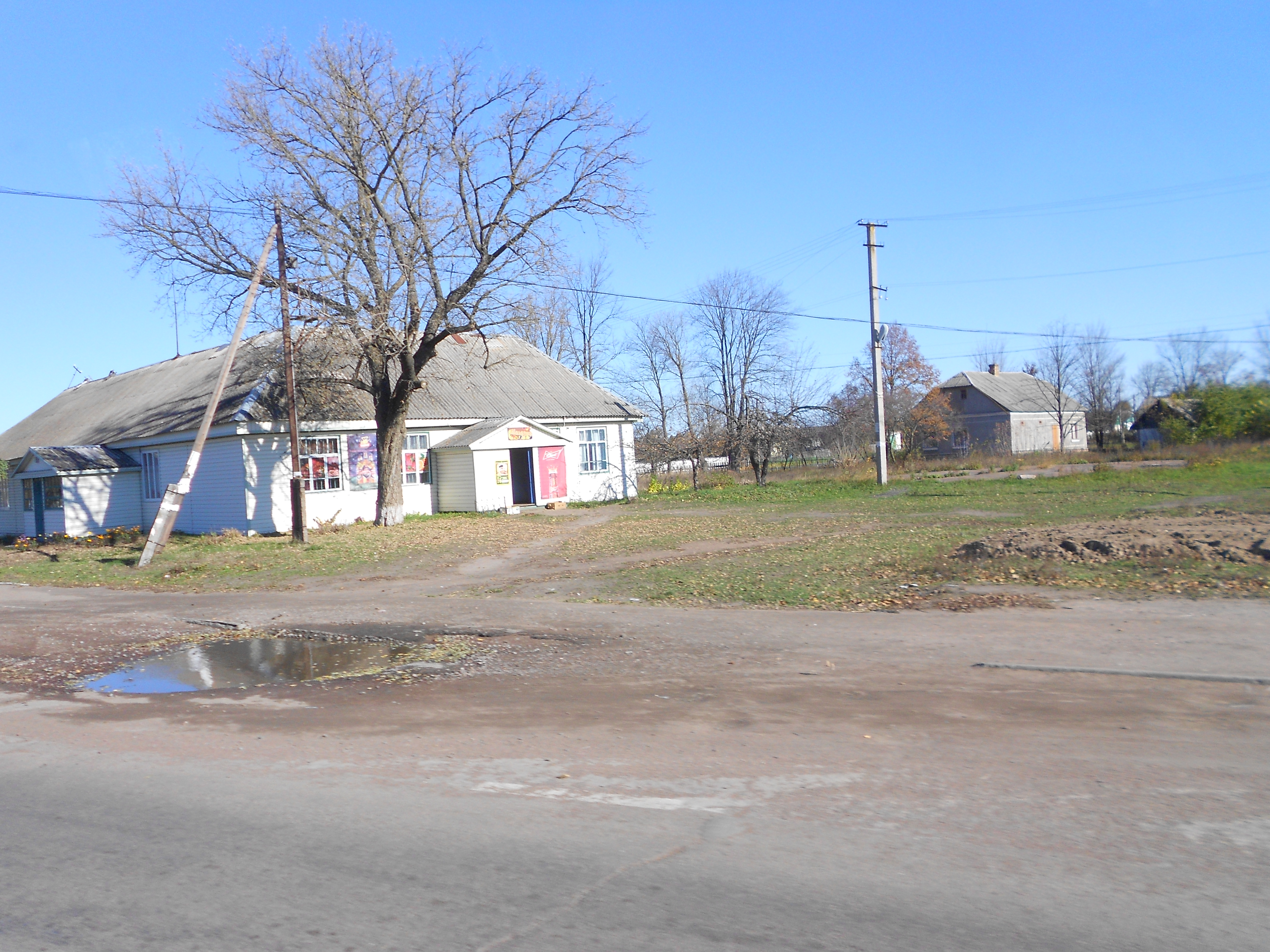

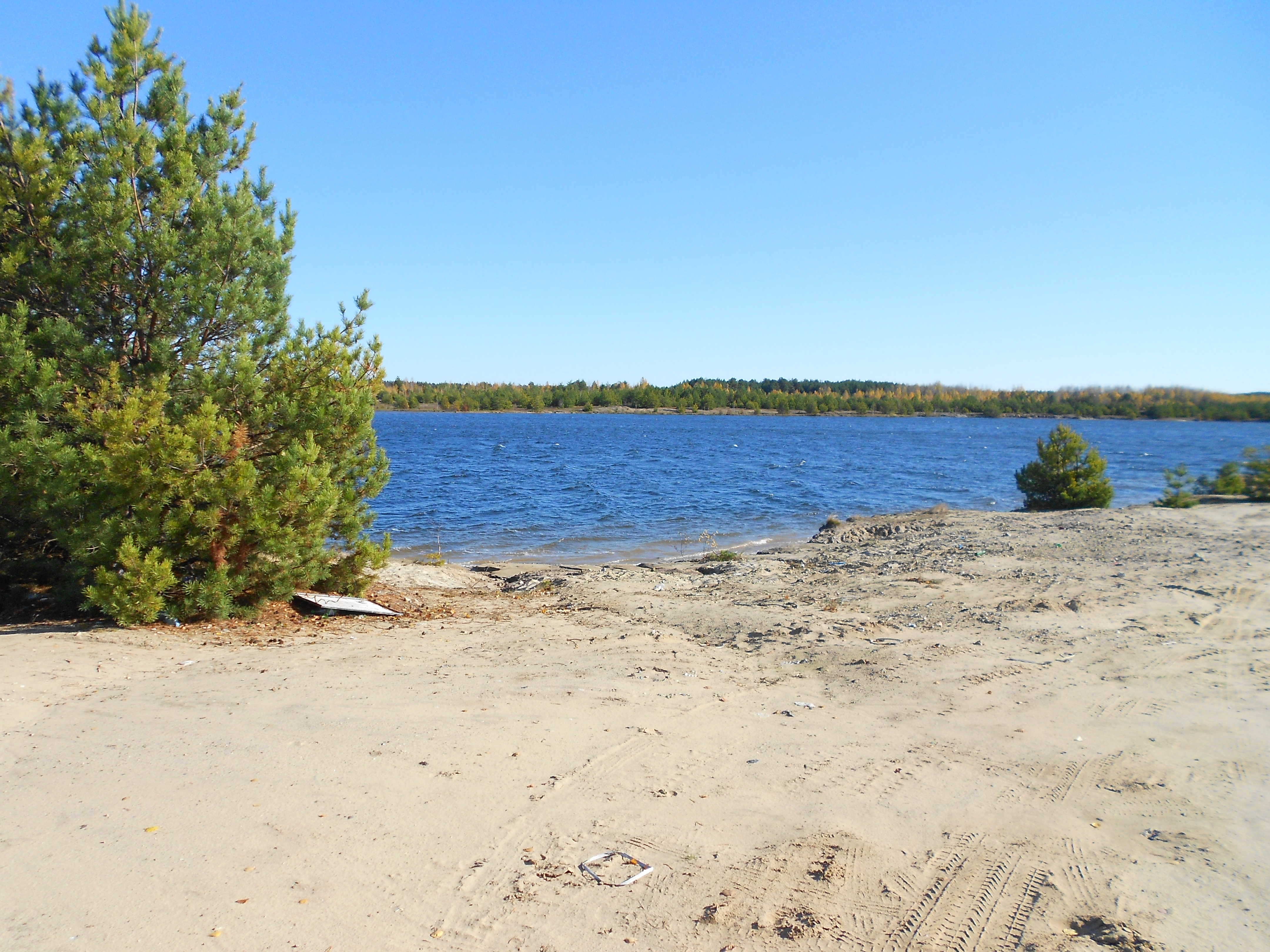
Голубі озера біля Лісівщини

У селі річка Безіменна впадає у Лемлю.

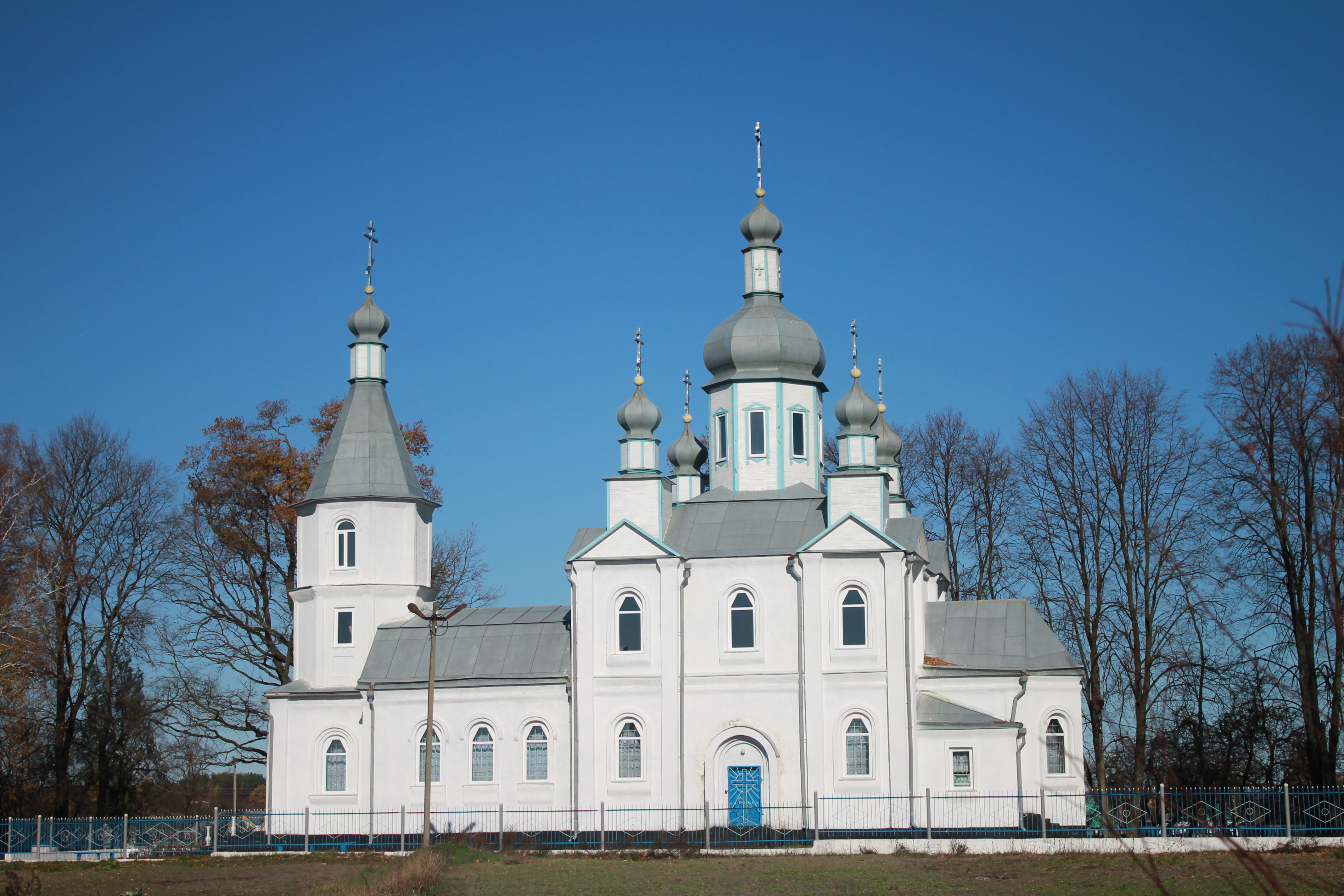
Церква в Лісівщині

## Історія
Перша документальна згадка про село в 1501 році.
В середині XIII століття Лісівщина належала спадкоємцям Міхала Яцковського, а згодом — Олександру Чапличу герба Кердея, що був житомирським ловчим. Пізніше село успадкував житомирський підстолій Міхал Юзефович Чаплич (пол. Michał Chaplic h. Kierdeja) . У 1775 році тут налічувалось 34 двори.
Станом на 1885 рік у колишньому власницькому селі Ушомирської волості Житомирського повіту Київської губернії мешкало 640 осіб, налічувалось 80 дворових господарств, існували школа та постоялий будинок.
За переписом 1897 року кількість мешканців зросла до 1347 осіб (661 чоловічої статі та 686 — жіночої), з яких 1238 — православної віри.
Колишній орган самоуправління — Лісівщинська сільська рада.

## Населення

### Мова
Розподіл населення за рідною мовою за даними перепису 2001 року:
| Мова       | Кількість | Відсоток |
| ---------- | --------- | -------- |
| українська | 752       | 99.21%   |
| російська  | 6         | 0.79%    |
| Усього     | 3278      | 100%     |

## Пам'ятки
Поряд із Лісівщиною розташовані ільменітові кар'єри Іршанського гірничозбагачувального комбінату. Ільменіт — залізняк із великим вмістом титану, є сировиною для виробництва цього металу. Ільменітові кар'єри абсолютно не схожі на гранітні, або залізорудні, адже вони не глибокі, піщані, і заповнені водою. Зверху по воді плаває плавзасіб із драгою, яка черпає пісок, із шматочками ільменіту.

## Уродженці
- Паламарчук Костянтин Савич (1921—2011) — український педагог, відмінник освіти України.